# Peyrefitte-sur-l'Hers
 Peyrefitte-sur-l'Hers  es una población y comuna francesa, en la región de Languedoc-Rosellón, departamento de Aude, en el distrito de Carcasona y cantón de Belpech.

## Demografía
| 89 | 64 | 65 | 64 | 56 | 58 |
| Para los censos de 1962 a 1999 la población legal corresponde a la población sin duplicidades (Fuente: INSEE [Consultar]) |    |    |    |    |    |